# Chuandongocoelurus
Chuandongocoelurus („Coelurus z Chuandongu“) byl rod menšího masožravého dinosaura (teropoda), žijícího v období střední jury (asi před 165 miliony let) na území dnešní provincie S’-čchuan v centrální části Číny (souvrství Ša-si-miao, vrstvy Ta-šan-pchu).

## Objev a popis
Formálně byl tento taxon popsán roku 1984 a původně se paleontologové domnívali, že do tohoto taxonu spadá materiál dvou jedinců, s kat. ozn. CCG 20010 a CCG 20011. Později se však ukázalo, že tyto fosilie zřejmě patří jiným, spíše vzdáleně příbuzným teropodům. Druhý zmíněný materiál pak zřejmě patří teropodovi blízce příbuznému rodu Elaphrosaurus. V současnosti považujeme za blízkého příbuzného tohoto rodu teropoda rodu Monolophosaurus.

## Rozměry
Chuandongocoelurus byl menší teropod, jehož stehenní kost měří na délku pouze 20,1 cm. Celková délka tohoto dinosaura je na jejím základě odhadována asi na 1,5 metru a jeho hmotnost zhruba na 10 až 20 kilogramů.